# Entscheidung unter Sicherheit
Von Entscheidungen unter Sicherheit spricht man im Rahmen der Betriebswirtschaftslehre und Entscheidungstheorie dann, wenn der Entscheidungsträger den eintretenden Umweltzustand mit Sicherheit kennt und er mithin sämtliche Konsequenzen aus einer Handlung voraussagen kann. Entscheidungen mit mehreren Zielsetzungen (multi-kriterielle Entscheidungsprobleme) spielen dabei die wichtigste Rolle.

## Allgemeines
Entscheidungen unter Sicherheit hängen unmittelbar mit dem zugrunde liegenden Informationsgrad zusammen, bei ihnen liegt vollständige Information im Hinblick auf Daten der Vergangenheit, Gegenwart und Zukunft zugrunde. Der Entscheidungsträger verfügt über sichere Erwartungen, und die mit der Entscheidung verbundenen Konsequenzen werden sicher eintreten. Die Aufteilung der konstitutiven Entscheidungen nach dem Informationsgrad geht auf Erich Gutenberg zurück. Daneben unterschied er noch die Entscheidung unter Unsicherheit und Entscheidung unter Risiko.
Die Annahme, dass sämtliche Konsequenzen einer Handlung im Voraus bekannt sind, erscheint intuitiv völlig unrealistisch. Die Bedeutung von Entscheidungsregeln unter Sicherheit ist dennoch sehr groß. So können zum Beispiel bestimmte eindimensionale Entscheidungsprobleme bei Entscheidungen unter Unsicherheit in eine Entscheidungssituation unter Sicherheit mit mehreren Zielsetzungen überführt werden.
Sowohl bei eindimensionalen als auch bei multikriteriellen Entscheidungsproblemen bestehen die Axiomensysteme aus den Anforderungen der Vollständigkeit, Reflexivität, Transitivität, Stetigkeit und der Monotonie.

## Informationsgrad
Die Entscheidung unter Sicherheit ist einzuordnen in den ihr zugrunde liegenden Informationsgrad. Der abgestufte Informationsgrad lautet dabei konkret: Sicherheit, Risiko, Ungewissheit und Unsicherheit. Um Sicherheit handelt es sich, wenn der Eintritt eines künftigen Umweltzustands zu 100 % determiniert ist. Beim Risiko können den möglichen Ausprägungen künftiger Umweltzustände subjektive oder objektive Eintrittswahrscheinlichkeiten zugeordnet werden; Ungewissheit kennzeichnet eine Entscheidungssituation, bei der die möglichen Ausprägungen künftiger Umweltzustände zwar bekannt sind, aber keine Wahrscheinlichkeiten zugeordnet werden können. Unsicherheit schließlich beinhaltet die Möglichkeit von ex post-Überraschungen. Letztere sind der „Wechsel der Erwartung aufgrund des Eintreffens neuer Daten“. Andere Autoren stufen ab nach Sicherheit, Quasi-Sicherheit, Risiko, Unsicherheit, rationale Indeterminiertheit und Ignoranz. Ignoranz liegt vor, wenn ein Entscheidungsträger über keinerlei entscheidungsrelevante Informationen verfügt (Informationsgrad: 0 Prozent).

## Übersicht
Nach dem Informationsgrad einzelner Merkmale können folgende Entscheidungsarten unterschieden werden:
| Entscheidungsart                | Merkmale |
| ------------------------------- | --- |
| Entscheidung unter Sicherheit   | alle Umweltzustände sind bekannt |
| Entscheidung unter Unsicherheit | tatsächliche Umweltzustände sind nicht bekannt; eine Wahrscheinlichkeitsverteilung über die möglicherweise eintretenden Umweltzustände ist bekannt       |
| Entscheidung unter Ungewissheit | tatsächliche Umweltzustände sind nicht bekannt; eine Wahrscheinlichkeitsverteilung über die möglicherweise eintretenden Umweltzustände ist nicht bekannt |
| Entscheidung unter Risiko       | den möglichen Umweltzuständen können bestimmte Eintrittswahrscheinlichkeiten zugeordnet werden                                                           |

Die einzelnen Entscheidungsarten unterscheiden sich danach, welches Merkmal bekannt und welches unbekannt ist.

## Arbitrage
Eine klassische Entscheidung unter Sicherheit ist in der Wirtschaft die Arbitrage. Der Arbitrageur erzielt einen sicheren Gewinn aus räumlichen Kurs- oder Preisdifferenzen desselben Handelsobjekts (Commodities, Devisen, Wertpapiere), das er zu einem bestimmten Zeitpunkt an einem Handelsplatz kauft und an einem anderen gleichzeitig verkauft oder umgekehrt (Leerverkauf). Die Arbitrage beruht auf vollständigen Informationen und ist deshalb risikolos. Vollständige Informationen liegen jedoch äußerst selten vor. Vielmehr ist die Ungewissheit – und nicht etwa die vollständige Information – wie bereits Frank Knight 1965 gezeigt hatte, die Voraussetzung für das Funktionieren von Märkten.

## Formale Darstellung
Eine Entscheidung unter Sicherheit liegt vor, wenn der ihr zugrunde liegende Informationsgrad 100 % beträgt. Der durch diese Entscheidung eintretende Umweltzustand {\displaystyle w_{j}} ist demnach
{\displaystyle w_{j}=1}.
Beispiele
- Das eigentlich angestrebte Ziel kann nicht direkt gemessen werden, zudem ist der Einfluss bestimmter Aktionsparameter auf dieses Ziel nicht mit Sicherheit bekannt.
- Die Komplexität bei einer Entscheidung anhand eines Globalziels (Gewinnmaximierung) ist nicht mehr beherrschbar, so dass einzelne Unterziele definiert werden, deren Einfluss auf das Globalziel zumindest tendenziell bekannt ist.[12]

So wird beispielsweise ein Unternehmen eine Entscheidung über einen neuen Unternehmensstandort im Regelfall unter dem Ziel der langfristigen Gewinnmaximierung treffen, der jeweilige Einfluss der möglichen Standorte auf den Gewinn ist aber nicht direkt bestimmbar. Allerdings sind die Standortfaktoren wie zum Beispiel Infrastruktur, Lohnkosten, Steuern, gewährte Subventionen, Baukosten etc. nicht mit vollständiger Sicherheit bekannt, ebenso bestehen Kenntnisse über den Zusammenhang zwischen diesen Faktoren und dem Globalziel. Aus der eindimensionalen Entscheidung unter Unsicherheit wird so eine mehrdimensionale (multikriterielle) Entscheidung bei Sicherheit.

## Entscheidungsprobleme

### Eindimensionale Entscheidungsprobleme
Ein wenig relevantes Problem liegt vor, wenn nur ein Ziel verfolgt wird und die Zielausprägung bei der Wahl verschiedener Alternativen bekannt ist.
Dabei können zwei Fälle unterschieden werden:
- Unbegrenzte Zielsetzung: Angestrebt wird eine Maximierung oder Minimierung der Zielausprägung. Beispiel: Gewinnmaximierung, Risikominderung.
- Begrenzte Zielsetzung: Hier soll ein Ziel entweder genau (Fixierung) oder mindestens/höchstens (Satisfizierung) erreicht werden. Beispiel: Um einen Flug zu erreichen, muss man spätestens 1 Stunde vorher am Flughafen sein, es ist aber egal, ob man früher da ist (Satisfizierung). Ab einer bestimmten Menge Süßigkeiten wird einem bei einem mehr an Süßigkeiten eher schlecht, es gibt eine optimale Menge, bei der Abweichungen nach oben und unten hin schlecht sind (Fixierung).

### Multikriterielle Entscheidungsprobleme
Eine Entscheidung (das heißt die Auswahl einer Handlungsalternative aus mehreren zur Verfügung stehenden Alternativen) hat meist Folgen für mehrere Ziele, so dass ein multikriterielles Entscheidungsproblem vorliegt. Ein Zielsystem liegt vor, wenn für jede zur Verfügung stehende Handlungsalternative sämtliche Konsequenzen (Zielgrößen) und die Ausprägungen der einzelnen erwünschten Ziele (Präferenzrelation) bekannt sind. Die Ziele dieses Zielsystems können in verschiedenen Beziehungen zueinander stehen.

### Zielsystem
Die Zielgrößen in einem Zielsystem stellen dar, welchen Folgen seiner Handlungsalternativen ein Entscheider Bedeutung zumisst und bilden durch die Bewertung der Handlungsalternativen hinsichtlich jeweils einer Konsequenz den Maßstab für die Beurteilung der Alternative. Das Zielsystem ist vom individuellen Entscheider abhängig.
Beispiel
Für den Weg zur Arbeit stehen zur Wahl die Fahrt mit dem Automobil oder dem öffentlichen Personennahverkehr. Das Zielsystem des Entscheiders sieht dann zum Beispiel so aus:
{\displaystyle {\begin{array}{c|ccc}&z_{\boldsymbol {1}}&z_{\boldsymbol {2}}&z_{\boldsymbol {3}}&\\\hline a_{\boldsymbol {1}}&40&5&8&\\a_{\boldsymbol {2}}&45&4&4&\\\end{array}}}
Mit {\displaystyle z_{1}} bis {\displaystyle z_{3}} die verschiedenen Ziele (hier: {\displaystyle z_{1}} = Fahrtdauer in Minuten, {\displaystyle z_{2}} = Kosten je Fahrt in Euro, {\displaystyle z_{3}} = Bequemlichkeit auf einer Skala von 1 bis 10) und {\displaystyle a_{1}} = Fahrt mit dem Auto und {\displaystyle a_{2}} = Fahrt mit dem ÖPNV.
Ein anderer Entscheider an einem anderen Ort der Stadt kann ein anderes Zielsystem haben, zum Beispiel:
{\displaystyle {\begin{array}{c|ccc}&z_{\boldsymbol {1}}&z_{\boldsymbol {2}}&z_{\boldsymbol {3}}&\\\hline a_{\boldsymbol {1}}&30&4&-5&\\a_{\boldsymbol {2}}&60&6&-2&\\\end{array}}}
Diesem Entscheider könnte dabei die Bequemlichkeit völlig egal sein, so dass für ihn {\displaystyle z_{3}} ein Ausdruck für die ökologischen Folgen des jeweiligen Verkehrsmittels ist.
Hinsichtlich der erwünschten Zielausprägungen gilt das oben gesagte: Möglich sind Maximierung, Minimierung, Fixierung oder Satisfizierung.

### Zielbeziehungen
Ziele können in unterschiedlichen Beziehungen zueinander stehen:
- Zielindifferenz bzw. Zielneutralität: Die Erreichung des einen Ziels wird durch das andere Ziel nicht beeinflusst, das Entscheidungsproblem kann in jeweils eindimensionale Teilprobleme zerlegt werden.
- Zielkomplementarität: Die Erreichung des einen Ziels erleichtert die Erreichung des anderen Ziels. Beispiel: Englischkenntnisse und Urlaub in England. Wenn Ziel 1 ist, möglichst gut Englisch zu können und Ziel 2 ist, möglichst viel Urlaub in England zu verbringen, dann verbessert eine hohe Erreichung des Ziels 2 (viel Urlaub in England) automatisch die Zielerreichung bei Ziel 1.
- Zielkonflikte bzw. Zielkonkurrenz: Die eigentlich problematische Situation entsteht, wenn Ziele konfliktär zueinander sind, also die Zielerreichung von Ziel 1 sich negativ auf das Ziel 2 auswirkt. Beispiel: Geld verdienen und Freizeit: Je mehr Freizeit man haben will, desto weniger kann man arbeiten, desto weniger Geld verdient man.

## Entscheidungsregeln bei multi-kriteriellen Entscheidungsproblemen

### Das Dominanzprinzip
Zur Vereinfachung des Entscheidungsproblems sollten diejenigen Alternativen nicht betrachtet werden, die von anderen Alternativen dominiert werden. Eine Alternative wird dann dominiert, wenn es mindestens eine weitere Alternative gibt, die in allen Zielen mindestens genauso gut abschneidet und in mindestens einem Ziel besser ist (Anmerkung: Ziele bezeichnet hier nicht den Zustand, sondern ist an die Art der Dominanz gebunden).
Es können unterschiedliche Arten der Dominanz auftreten, unter anderem absolute Dominanz, Zustandsdominanz sowie Wahrscheinlichkeitsdominanz. Zustandsdominanz einer Handlungsalternative A gegenüber einer Handlungsalternative B liegt vor, wenn der Ergebniswert von A in jedem Zustand mindestens gleich und in mindestens einem Zustand echt größer als bei B ist. Absolute Dominanz von A gegenüber B liegt dann vor, wenn der schlechteste Ergebniswert von A über alle Zustände hinweg mindestens gleich dem besten Ergebniswert von B ist. Absolute Dominanz ist das strengste Kriterium, d. h. es impliziert auch Zustandsdominanz sowie Wahrscheinlichkeitsdominanz.
Strenge oder strikte Dominanz besteht, wenn die dominierende Alternative in allen Zielen besser abschneidet.

Beispiel (Zustandsdominanz)
{\displaystyle z} = Umweltzustand

{\displaystyle a} = Handlungsalternative
{\displaystyle {\begin{array}{c|ccc}&z_{\boldsymbol {1}}&z_{\boldsymbol {2}}&z_{\boldsymbol {3}}&\\\hline a_{\boldsymbol {1}}&10&5&8&\\a_{\boldsymbol {2}}&10&6&8&\\a_{\boldsymbol {3}}&7&7&7&\\\end{array}}}
Alternative 1 wird hier von Alternative 2 dominiert und muss nicht mehr betrachtet werden. Zwar ist Alternative 2 in Zustand 1 und Zustand 3 besser als Alternative 3, allerdings nicht in Zustand 2, so dass Alternative 3 nicht dominiert wird.

### Lexikographische Ordnung
Bei diesem Verfahren wird eine Rangordnung der Ziele erstellt. Zunächst wird nur das wichtigste Ziel angesehen und bewertet, daher wird das Verfahren auch als Zielunterdrückung bezeichnet. Kommt man dabei nicht zu einem Ergebnis, weil mehr als eine Alternative hinsichtlich des wichtigsten Ziels gleichwertig ist, dann wird das nächstwichtigste Ziel angeschaut und so weiter. Dies kann zu unplausiblen Ergebnissen führen.
Beispiel(Ziel 1 sei am wichtigsten vor Ziel 2 vor Ziel 3)
{\displaystyle {\begin{array}{c|ccc}&z_{\boldsymbol {1}}&z_{\boldsymbol {2}}&z_{\boldsymbol {3}}&\\\hline a_{\boldsymbol {1}}&101&0&0&\\a_{\boldsymbol {2}}&100&100&100&\\\end{array}}}
Obwohl Alternative 2 im Ziel 1 nur knapp schlechter abschneidet, in den beiden anderen Zielen aber deutlich besser, würde nach der lexikographischen Ordnung Alternative 1 gewählt.

### Zielgewichtung
Bei der Zielgewichtung wird auch eine Rangordnung der Ziele erstellt, allerdings muss für jedes Ziel ein Gewichtungsfaktor bestimmt werden. Bei der Entscheidung werden die verschiedenen Ziele bei jeder Alternative mit dem jeweiligen Gewichtungsfaktor multipliziert und aufsummiert. Die Alternative, die hierbei den höchsten Wert erhält, wird ausgewählt. Im Gegensatz zur lexikographischen Ordnung werden bei jeder Alternative aber alle Zielausprägungen berücksichtigt, d. h. eine besonders hohe Ausprägung des zweitwichtigsten Ziels kann eine niedrige Ausprägung des wichtigsten Ziels kompensieren.

### Körth-Regel
Mit der Körth-Regel können die Nutzenunterschiede präzise erfasst werden, zusätzlich scheint sie ohne eine Gewichtung der einzelnen Ziele auszukommen. Es wird die Maximierung des minimalen (relativen) Zielerreichungsgrades angestrebt. Dazu wird jeweils die maximale Ausprägung eines Zieles in allen Alternativen gesucht und alle Werte der Zielausprägung in der Spalte durch diesen Wert geteilt. In der Nutzenmatrix sind die Werte jetzt auf das Intervall [0..1] normiert, es wird also nicht mehr die Zielausprägung angegeben, sondern die relative Zielerreichung im Vergleich zum möglichen Maximum. Jede Alternative (Zeile) wird nach dem minimalen relativen Zielerreichungsgrad bewertet (zeilenweise das Minimum gesucht). Die Alternative, die hierbei den höchsten Wert aufweist, wird gewählt
{\displaystyle \max _{i}\left(\min _{p}\left({\frac {u_{ip}}{\max _{h}u_{hp}}}\right)\right)},
wobei {\displaystyle u_{jk}} der Nutzen der Alternative {\displaystyle j} in Bezug auf Ziel {\displaystyle k} ist.
Beispiel
{\displaystyle {\begin{array}{c|ccc}&z_{\boldsymbol {1}}&z_{\boldsymbol {2}}&z_{\boldsymbol {3}}&\\\hline a_{\boldsymbol {1}}&16&20&5&\\a_{\boldsymbol {2}}&4&10&10&\\a_{\boldsymbol {3}}&8&8&8&\\\hline {\boldsymbol {Maximum}}&{\boldsymbol {16}}&{\boldsymbol {20}}&{\boldsymbol {10}}&\\\end{array}}}
Diese Matrix wird jetzt transformiert:
{\displaystyle {\begin{array}{c|ccc|c}&z_{\boldsymbol {1}}&z_{\boldsymbol {2}}&z_{\boldsymbol {3}}&{\boldsymbol {Minimum}}\\\hline a_{\boldsymbol {1}}&1&1&0,5&{\boldsymbol {0,5}}\\a_{\boldsymbol {2}}&0,25&0,5&1&{\boldsymbol {0,25}}\\a_{\boldsymbol {3}}&0,5&0,4&0,8&{\boldsymbol {0,4}}\\\end{array}}}
Damit ergibt sich eine Präferenzordnung: Alternative 1 (0,5) besser als Alternative 3 (0,4) besser als Alternative 2 (0,25).

### Nutzwertanalyse
Die Nutzwertanalyse wird auch Punktbewertung oder Scoringmodell genannt. Hier wird jedem Zielkriterium ein Punktwert auf einer Punktskala zugeordnet. Diese werden dann gewichtet und addiert, sodass die Alternative mit dem höchsten Punktwert die beste ist.

### Zielprogrammierung
Die Methode der Zielprogrammierung wird auch englisch Goal-Programming genannt. Hierbei versucht man die Summe der gewichteten Abweichungen zu minimieren. Dabei wird für ein Ziel ein zu erreichender Wert festgelegt (flexible Zielprogrammierung) – eine andere Variante nimmt einfach das jeweilige Maximum als Zielwert (starre Zielprogrammierung). Die Abweichungen der Alternativen werden dann gewichtet (auch unterschiedliche Gewichte nach oben und unten). Diese Werte können dann noch potenziert werden und werden zum Schluss summiert. Die kleinste Summe gewinnt.
{\displaystyle z_{i}=z_{i}^{*}-z_{i}(x)} mit {\displaystyle z_{i}^{*}} als Zielvorgabe und {\displaystyle z_{i}(x)} als Zielfunktionswert der Alternative i
{\displaystyle \min {G=\left[\sum ({\underline {w}}_{i}{\underline {z}}_{i}^{p}+{\overline {w}}_{i}{\overline {z}}_{i}^{p})\right]^{\frac {1}{p}}}},
wobei
1. {\displaystyle {\underline {z}}_{i}} die Abweichung des Zieles i nach unten,
2. {\displaystyle {\underline {w}}_{i}} die Gewichtung der Abweichung der Zieles i nach unten,
3. {\displaystyle {\overline {z}}_{i}} die Abweichung nach oben,
4. {\displaystyle {\overline {w}}_{i}} die Gewichtung der Abweichung der Zieles i nach oben und
5. {\displaystyle p} der Abweichungsfaktor (üblicherweise = 1) ist.

Meistens sind {\displaystyle {\overline {w}}_{i}={\underline {w}}_{i}}, womit nicht zwischen der Abweichung nach oben und
unten unterschieden wird.

### Analytic Hierarchy Process
Der Analytic Hierarchy Process (AHP), auch Saaty-Methode, bietet Unterstützung für ein hierarchisches Zielsystem und ist mathematisch anspruchsvoller, aber auch präziser.